# Chancliche

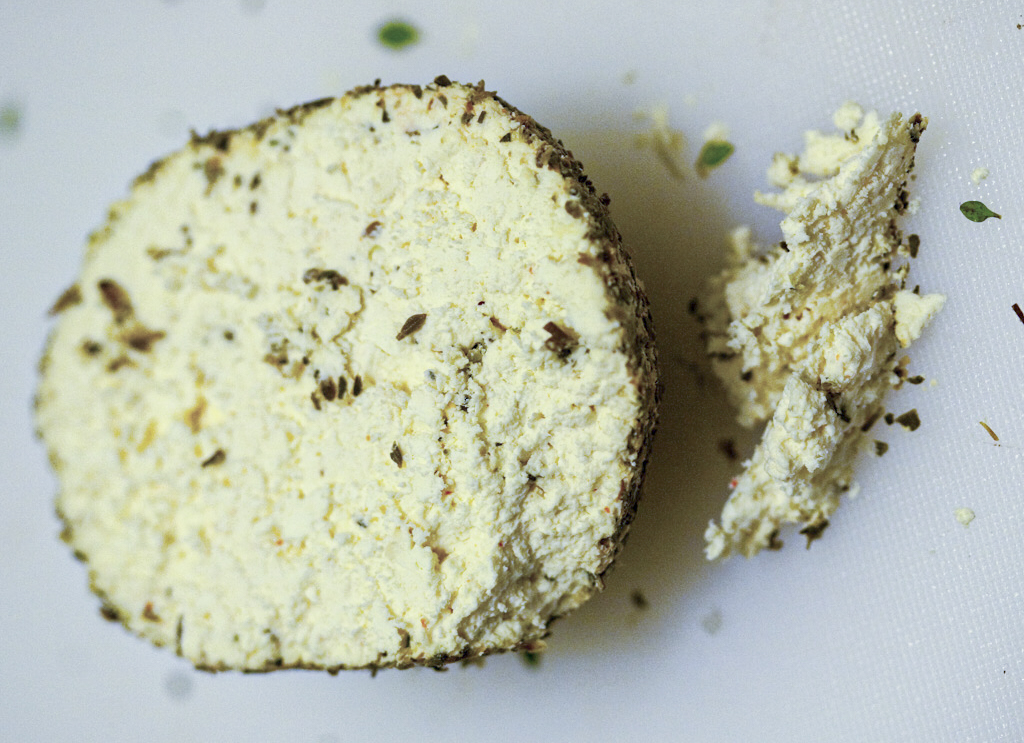
Parte de um queijo Chancliche cortado ao meio.

O Chancliche (em árabe: شنكليش), também conhecido como ariche, shanklish, shanklees, sorke ou surke, é um tipo de queijo árabe feito com leite de vaca ou ovelha, original da Síria e do Líbano. É preparado em bolas de aproximadamente 6 centímetros de diâmetro e normalmente envolvidas em zaatar - um preparado de várias ervas, feito principalmente de tomilho, e que é popular na região -  e depois deixado para secar. O chancliche também é vendido em bolas de tamanho menor ou, por vezes, sem qualquer forma.
No Egito, Shanklish é feito fermentando queijo de Areesh.
A textura e o sabor do chancliche variam de acordo com a região, a idade e os temperos utilizados. Quando fresco, possui uma textura e sabor mais suaves. Após a maturação, tende a tornar-se mais forte e duro.
Para fazer queijos mais apimentados, deve-se adicionar pimenta à massa do laticínio antes de eles serem formados em bolas. O chancliche apimentado é normalmente coberto em pimenta em pó, uma prática especialmente comum na Síria, o que faz as bolas de queijo ficarem vermelhas, ao invés de sua mais tradicional cor verde. O chancliche da região costeira da Síria, próxima ao Tartous, e do norte libanês adjacente, em Akkar, é considerado particularmente saboroso; ele tende a ser mais duro, com um sabor limpo e forte, assim como sua cor branca.
O chancliche é normalmente comido amassado, misturado a tomate e cebola picados finos e azeite de oliva; também é comum acompanhá-lo com araq, a aguardente árabe. É um tira-gosto comum tanto no Líbano como na Síria. Ele também pode ser preparado com ovos cozidos amassados e servido no pão sírio junto com pepinos, menta e azeite de oliva. Este prato é geralmente servido no café da manhã
No Brasil, especialmente na cidade de São Paulo, o chancliche goza de relativa popularidade, graças à grande presença da comunidade sírio-libanesa na região. Ele é facilmente encontrado nas gôndolas dos supermercados, em sua versão industrializada, e nas diversas casas especializadas em comida árabe, na forma caseira.